# Jerzy Kołacz
Jerzy Kołacz (ur. w 1938 w Polsce, zm. 15 czerwca 2009 w Toronto) – malarz, rysownik, ilustrator. Syn Edwarda, rzeźbiarza ludowego. W latach 1956–1958 studiował w gdańskiej PWSSP. Uzyskał dyplom magisterski w pracowni plakatu pod kierownictwem Henryka Tomaszewskiego oraz dyplom malarstwa pod kierownictwem Wojciecha Fangora w 1962 roku. Od roku 1978 mieszkał w Kanadzie. Zmarł w wieku 70 lat, po ciężkiej chorobie.  

## Historia
Niezwykle ceniony artysta, osiągnął wysokie uznanie na arenie międzynarodowej. Jego rysunki pełne humoru i podtekstów poruszały do głębszych refleksji na temat kondycji człowieka we współczesnym świecie ekspansji techniki. Dzieła doskonałej wyobraźni tego artysty posiadają wyważone i śmiałe podejście do światła jak i do koloru czy faktury. Czuł się człowiekiem wolnym i takie również były jego prace. Musiał emigrować do Kanady gdyż pod koniec lat siedemdziesiątych ograniczała go rzeczywistość PRL-u, przez co był ambasadorem wolnej Polski w wielkim świecie. W 2004 roku opublikował w Toronto dwa albumy „Memory Filter” i „Graphic Relief” przedstawiające twórczość autora zakresie malarstwa i grafiki.

## Wystawy
Prace Jerzego Kołacza były wystawiane od 1963 roku w Polsce, Niemczech, Austrii, Czechach, na Węgrzech, w Holandii, Anglii, Danii, Belgii, Szwecji,Stanach Zjednoczonych, Indiach, Chinach i Kanadzie.

W uznaniu za całokształt swojej twórczości został wybrany do Royal Canadian Academy of Art. Został uznany jednym z najlepiej prosperujących na świecie ilustratorów o zacięciu artystycznym przez pismo Communication World. Otrzymał złoty medal przyznany przez Toronto Art Directors‘ Club oraz Communication Arts Award.

Jego prace publikowane były w następujących czasopismach: 

Avenue, CanadianBusiness, Chatelaine, City, City Woman, Comentator, Enroute, Executive, Financial Post, Financial Times, Globe & Mail, Homemakers, Quest, Report on Business, Saturday Night, Toronto, Toronto Life, Toronto Star, Boston Globe, Businessweek, Esquire, International Wildlife, The Progressive, Rolling Stone, World Magazine, CaM’Interesse, a także w wielu czasopismach na całym świecie. 

Artykuły o jego twórczości ukazały się w periodykach:
Idea Magazine (Japonia), American Illustration (Stany Zjednoczone), Graphics (Szwajcaria), i Projekt (Polska)